# 소포 니자라제
소포 니자라제(조지아어: სოფო ნიჟარაძე, 1985년 2월 6일 트빌리시 ~ )는 조지아의 가수이다. 유로비전 송 콘테스트 2010에서 조지아 대표로 참가했다.